# Волковцы (Кременецкий район)
Волковцы (укр. Вовківці) — село в Великодедеркальской сельской общине Кременецкого района Тернопольской области Украины.
До 2020 года входило в Шумский район.
Почтовый индекс — 47171. Телефонный код — 3558.

## Население
Население по переписи 2001 года составляло 471 человек.

### Языковой состав
Родной язык населения по данным переписи 2001 года:
| Язык       | Численность, чел. | Доля     |
| ---------- | ----------------- | -------- |
| Украинский | 467               | 99,15 %  |
| Другое     | 4                 | 0,85 %   |
| Итого      | 471               | 100,00 % |